# Zwartstaartzijdeaapje
Het zwartstaartzijdeaapje (Mico melanurus) is een zoogdier uit de familie van de klauwaapjes (Callitrichidae). De wetenschappelijke naam van de soort werd voor het eerst geldig gepubliceerd door Étienne Geoffroy Saint-Hilaire in 1812.
De soort werd als Jacchus melanurus beschreven in Voyage de Humboldt et Bonpland, deuxième partie, Recueil d'observations de zoologie deel 1, van Alexander von Humboldt, die de soort in het ondergeslacht Jacchus van het geslacht Simia plaatste, en daarbij verzuimde de uitgang van het bijvoeglijk naamwoord "melanurus" aan te passen.

## Voorkomen
De soort komt voor in Brazilië, Bolivia en Paraguay.